# Alisha's Attic
Alisha's Attic fue un dúo británico en la década de 1990 y principio de la década de 2000. Estaba formado por Shelly McErlaine (anteriormente Poole) y Karen Poole, hermanas nacidas en Essex, Inglaterra. Su padre es Brian Poole de la banda Brian Poole and the Tremeloes, conocida en la década de 1960.
En 2005, Shelly Poole lanzó su álbum debut como solista titulado Hard time for The Dreamer. También colaboró en el sencillo «Borderline» del DJ y productor inglés Michael Gray, el cual alcanzó el número 12 en la lista de sencillos del Reino Unido.

## Discografía

### Álbumes
- Alisha Rules the World (1996)
- Japanese Dream (1997)
- Illumina (1998)
- The House We Built (2001)
- The Attic Vaults 1 (2003)
- The Collection (2003)

### Sencillos
- 1996 "I Am, I Feel" UK #14[4]
- 1996 "Alisha Rules the World" UK #12[4]
- 1997 "Indestructible" UK #12[4]
- 1997 "Air We Breathe" UK #12[4]
- 1998 "The Incidentals" UK #13[4]
- 1999 "Wish I Were You" UK #29[4]
- 2000 "Barbarella" UK #34[4]
- 2001 "Push It All Aside" UK #24[4]
- 2001 "Pretender Got My Heart" UK #43[4]